# A Harag György Társulat vezetőinek listája

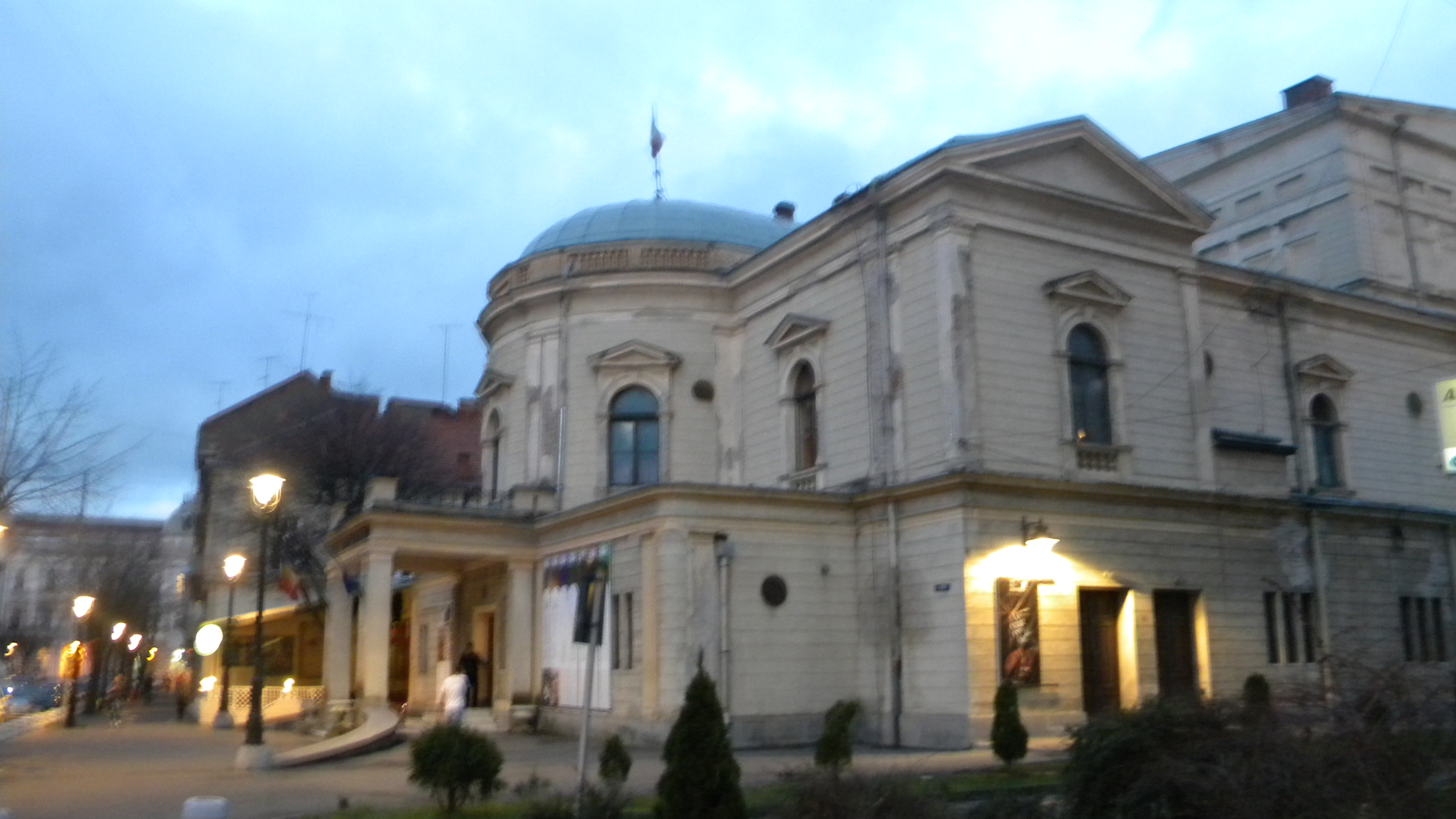
A színház épülete Szatmárnémetiben

A Harag György Társulat vezetőinek listája:

## A nagybányai korszak (1953–1956)

### Nagybányai Állami Színház, Magyar Tagozat
- Harag György (1953–1956) rendező – tagozatvezető

## A szatmári korszak (1956-tól)

### Nagybányai Állami Színház, Szatmári Magyar Tagozat (1956–1957)
- Harag György (1956–1957) rendező – tagozatigazgató

### Szatmári Állami Magyar Színház (1957–1969)
- Harag György (1957–1960) rendező – igazgató
- Csíky András (1960–1969) színész – igazgató

### Szatmárnémeti Északi Színház, Magyar Tagozat (1969–1993)
- Ács Alajos (1969–1979) színész – az Északi Színház első igazgatója, egyben a magyar tagozat vezetője
- Boér Ferenc (1979–1981) színész – a magyar tagozatot vezető aligazgató
- Parászka Miklós (1987–1993) színész, rendező – aligazgató, majd művészeti igazgató

#### Szatmárnémeti Északi Színház, Harag György Társulat
- Parászka Miklós (1993–2000) rendező – művészeti igazgató
- Lőrincz Ágnes (2000–2006) színész – művészeti igazgató
- Czintos József (2006–2009) színész – művészeti igazgató
- Keresztes Attila (2009–2012) rendező – művészeti igazgató
- Bessenyei István (2012–2014) színész, rendező – művészeti igazgató
- Bessenyei Gedő István (2014–) dramaturg – társulatigazgató

## Arcképcsarnok

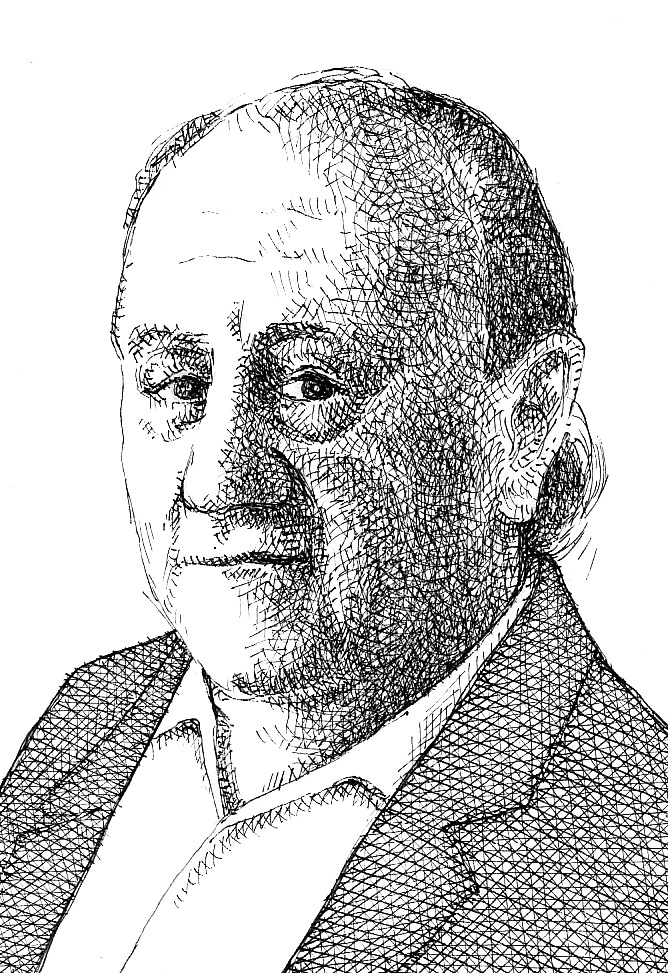
Harag György
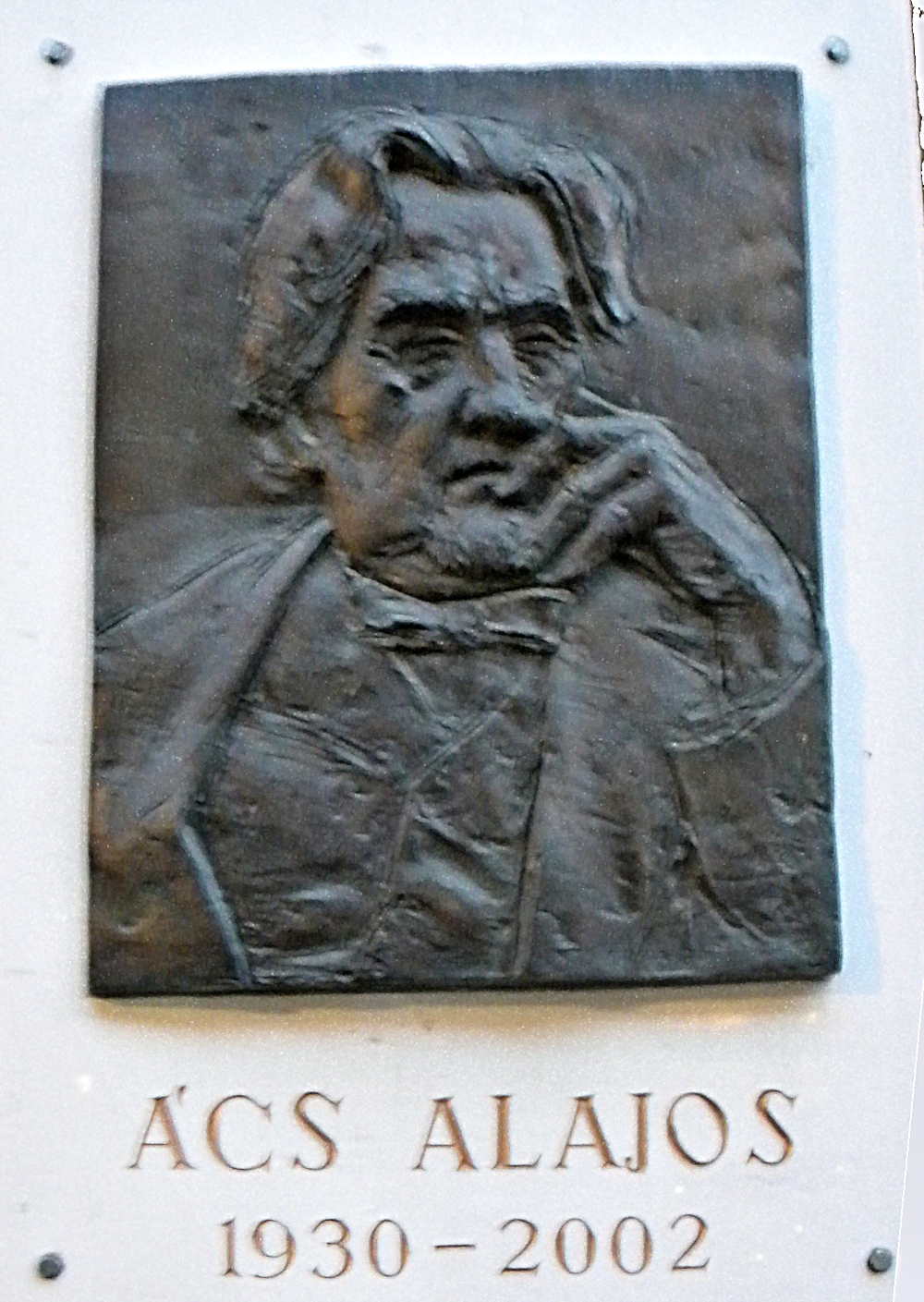
Ács Alajos
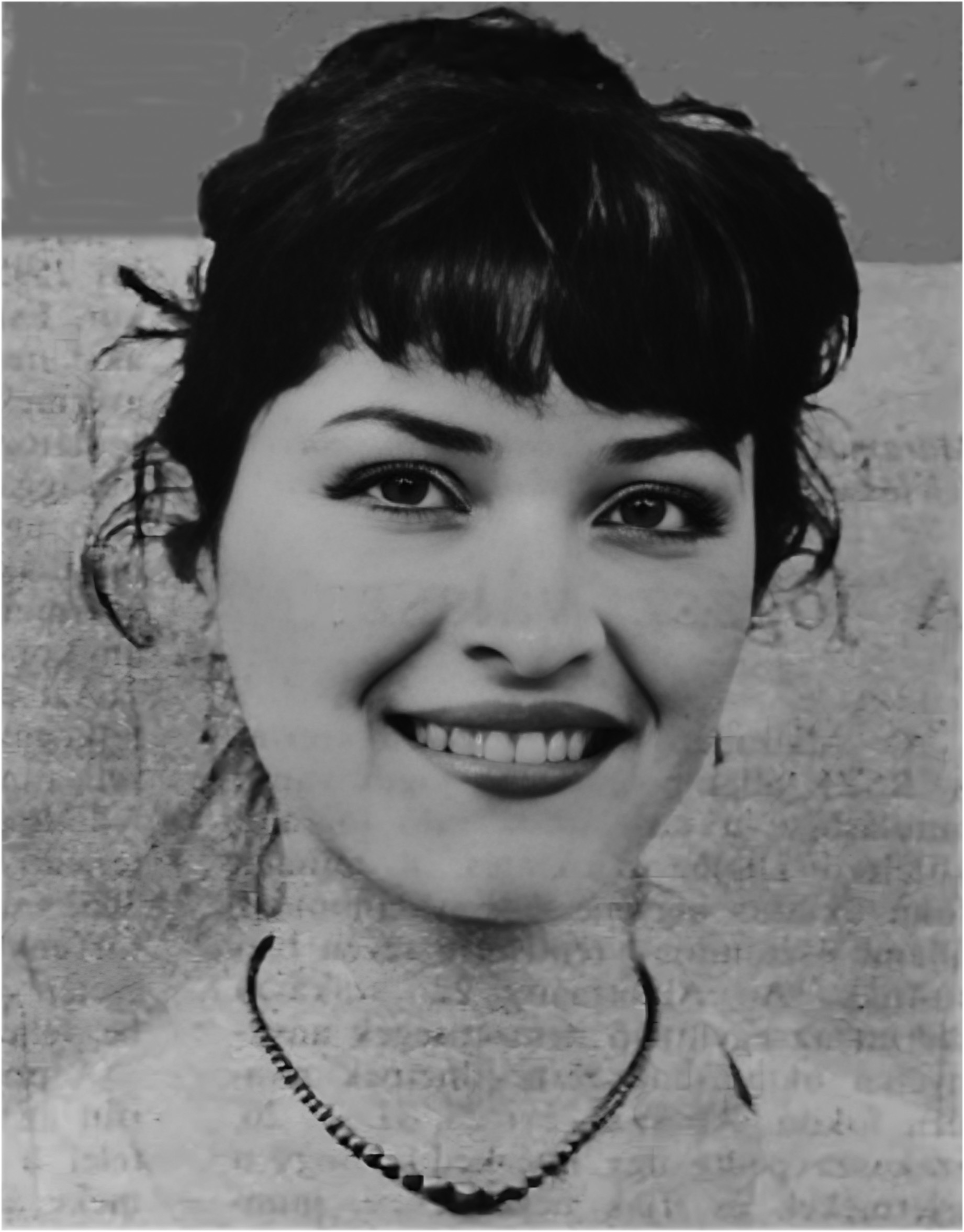
Lőrincz Ágnes
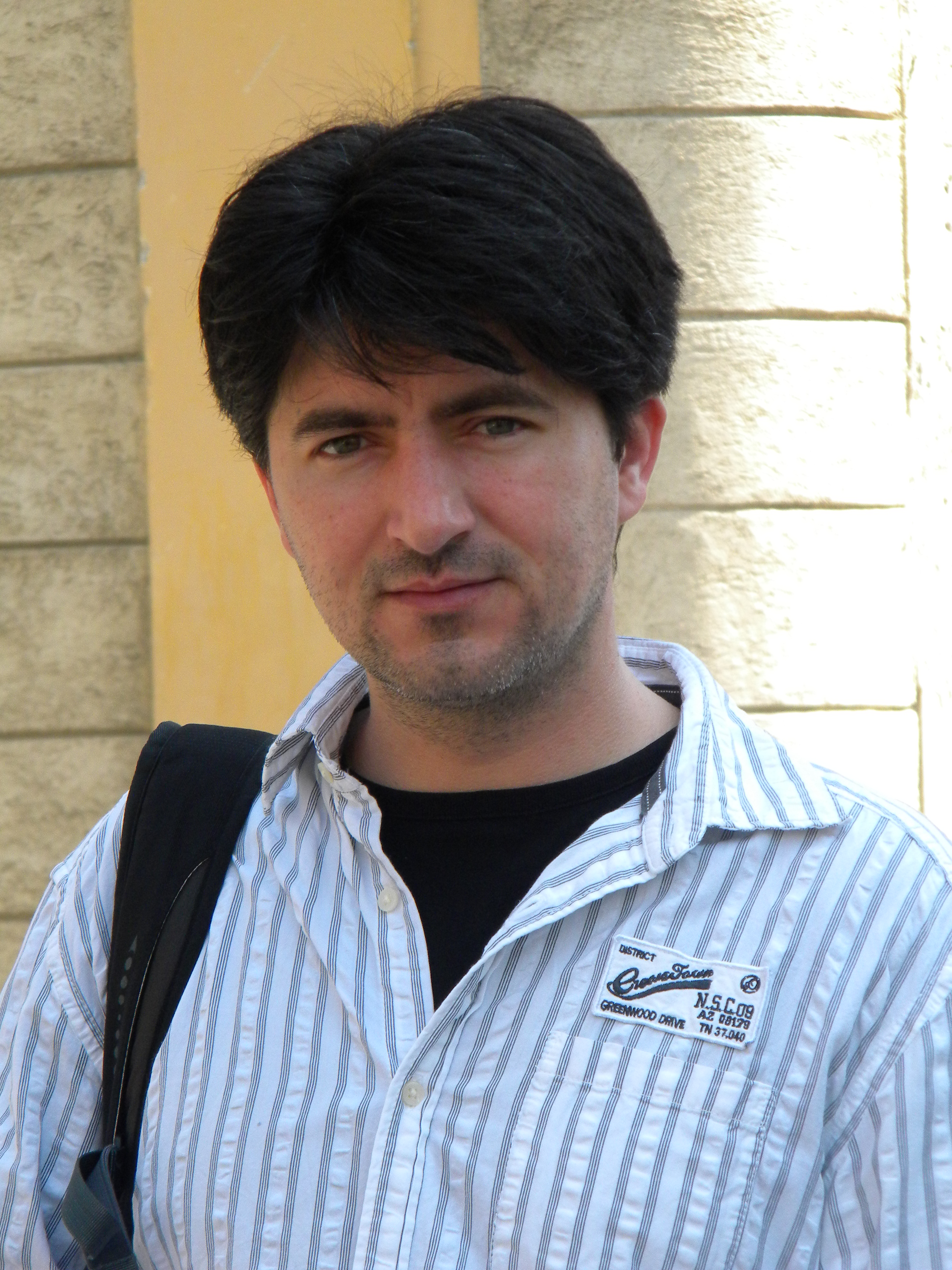
Keresztes Attila
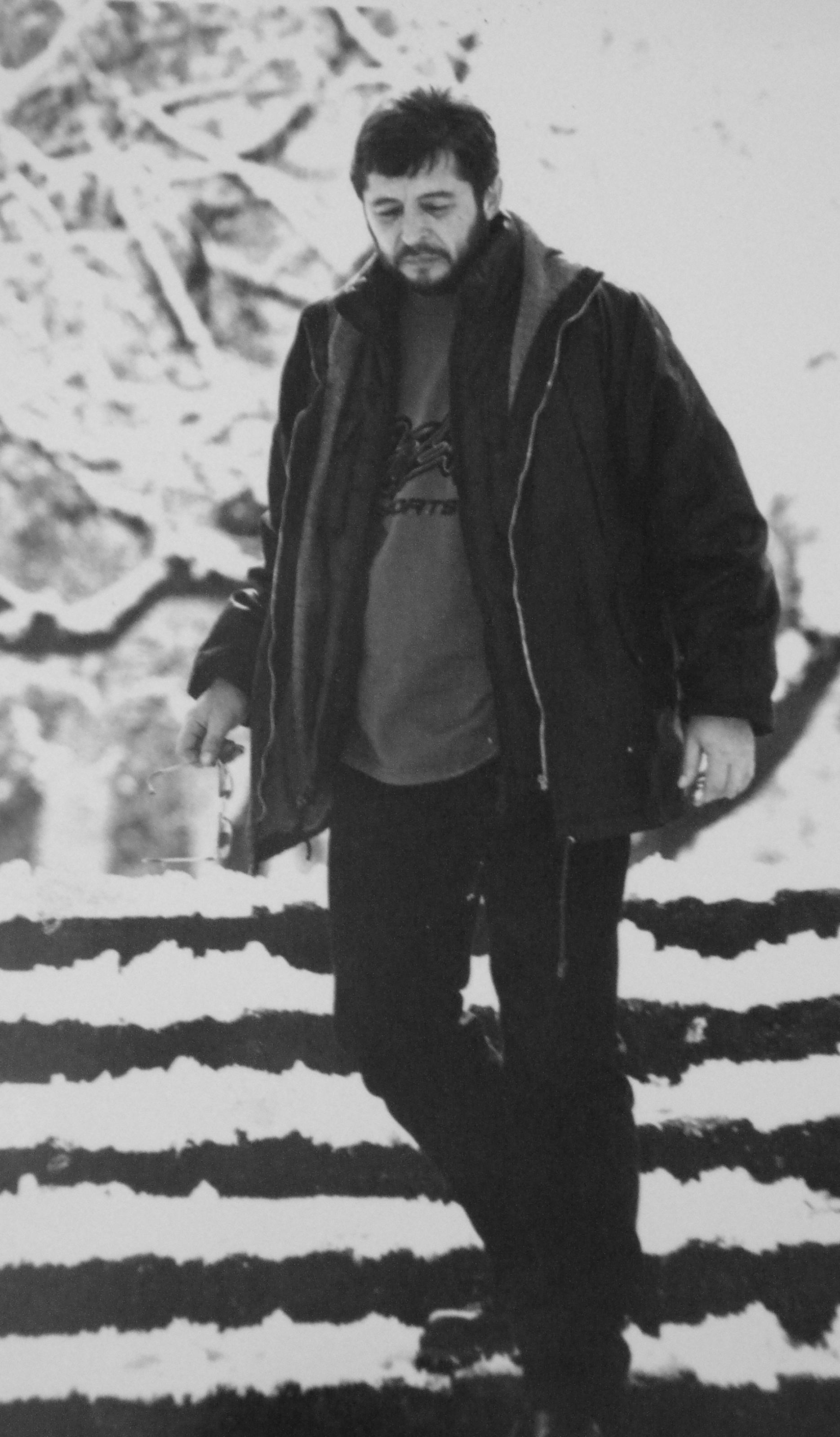
Bessenyei István
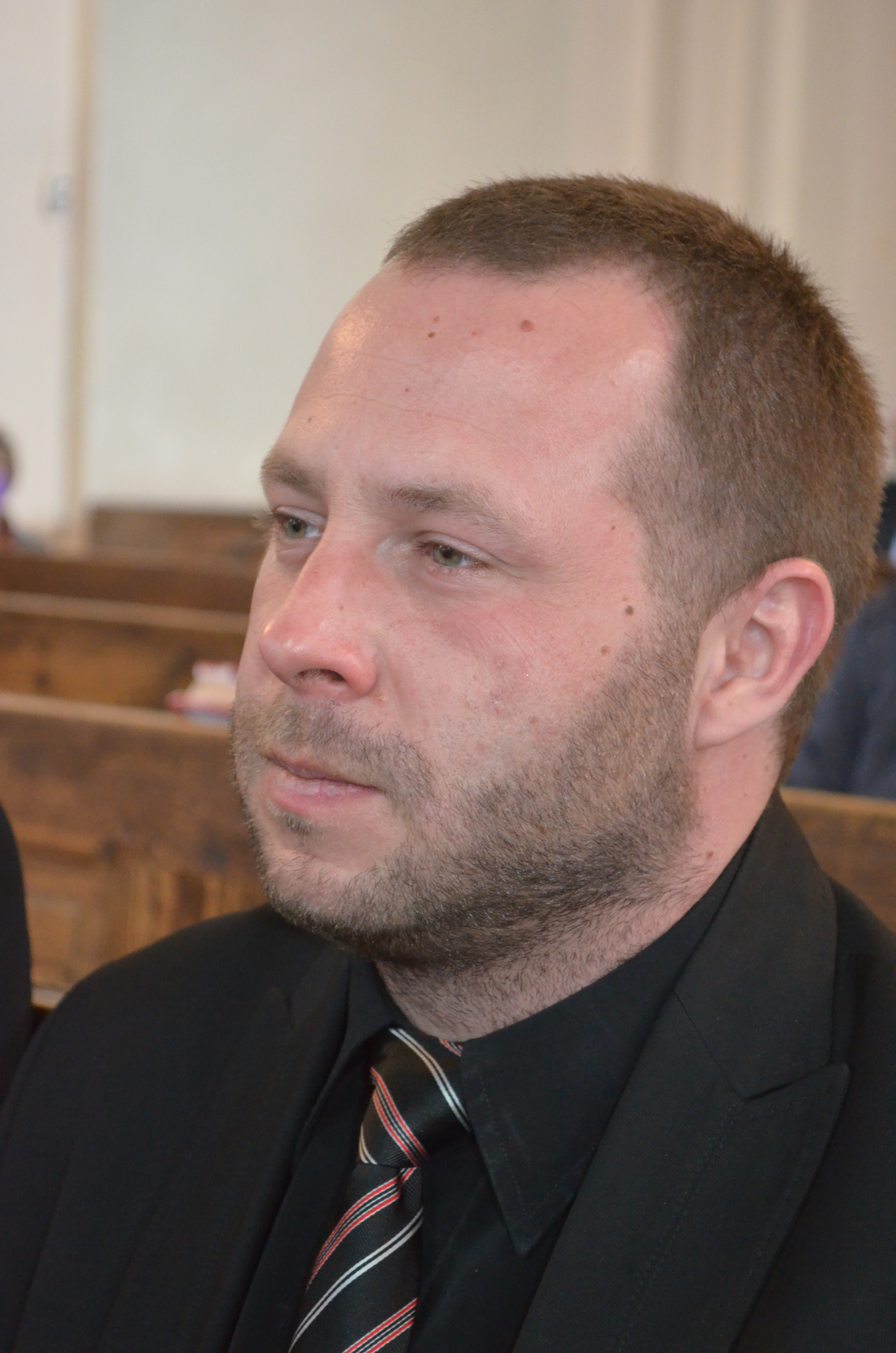
Bessenyei Gedő István

## Lásd még
- Szatmárnémeti színházigazgatók listája
- A szatmárnémeti színjátszás története
- Harag György Társulat
- Szatmárnémeti Északi Színház
- Brighella Bábtagozat